# Parco nazionale delle Grasslands
Il parco nazionale delle Grasslands (in inglese Grasslands National Park) è un parco nazionale situato in Saskatchewan, in Canada.